# 関航太郎
関 航太郎（せき こうたろう、2001年11月28日 - ）は、日本棋院東京本院所属の囲碁棋士。東京都出身、藤澤一就八段門下。主な実績に、第47・48期天元位、第70期NHK杯選手権者、第45期新人王など。

## 経歴
祖父からの手ほどきを受けて囲碁を始め、まだ初心者であった5歳の頃から藤澤一就が主宰する新宿こども囲碁教室に通い出す。小学3年生時に日本棋院院生になる。2013年には、第30回世界青少年囲碁選手権大会の少年の部（12歳以下）に出場し優勝。同大会での日本勢の優勝はこれが初めてであった。2016年の冬季棋士採用試験では11勝4敗の成績を残し、芝野龍之介（12勝3敗）の次点で試験に合格。2017年4月、15歳で入段。
2020年、第45期新人王戦で勝ち進むと、佐田篤史七段との決勝三番勝負も10月16日に2勝1敗で制し優勝、18歳で自身初のタイトルを獲得した。表彰式では決勝戦の対局について「棋士人生においていちばん納得のいく内容の碁が打てた」と語っている。棋道賞新人賞を受賞。
2021年、第46期碁聖戦では本戦準々決勝まで勝ち進んだ。第47期天元戦でも本戦に進出し、横塚力七段・大西竜平七段・李沂修八段・本木克弥八段を破ると、9月9日の挑戦者決定戦でも芝野虎丸王座に勝利し挑戦手合進出を決めた。入段から4年6か月での七大棋戦挑戦手合進出は史上最速で、四段での進出も過去最も低い段位となった。挑戦手合進出により、同月10日付で七段に飛付昇段。挑戦手合五番勝負でも一力遼天元に3勝1敗で勝利し「史上最年少での天元位を獲得（20歳0か月）」。入段から4年8か月での七大タイトル獲得も史上最短記録となった。12月7日付で規定により八段昇段も決めた。2022年には伊田篤史の挑戦を退けて天元位を防衛、タイトル2期獲得により九段昇段を果たした。
NHK杯テレビ囲碁トーナメントでは2022年度第70回でタイトルホルダーとして本戦から出場。3回戦で芝野虎丸名人、準決勝で許家元十段、決勝では一力遼NHK杯選手権者（棋聖）に半目勝ちという令和三羽烏全員を破る初優勝を勝ち取った。しかし翌第71回では2回戦で河野臨に半目で敗れ初戦敗退。
2024年度の第49期名人戦では最終予選に進出。決勝で関西棋院のベテラン結城聡を破り初のリーグ入り。しかしリーグ戦は陥落。天元戦挑戦手合では一力に1勝3敗で失冠

## 人物・エピソード
- 囲碁AIを用いた研究に余念がないことから、「AIソムリエ」の異名を持つ[18][19]。入段後、上位の棋士と当たることが増えて伸び悩んだ際、師匠の藤澤からは囲碁AIの示す手に加えて「自分でも考えるように」とアドバイスを貰い、自分の感性にも重きを置くよう試みた結果、成績も向上したという[1]。
- 趣味について尋ねられた際には、「AI同士の碁をぼーっとパソコンで眺めていることが楽しい」と回答している[1]。
- 2020年10月16日、関西棋院にて行われた第45期新人王戦決勝戦第3局では、対局中であった午後4時12分から約8分間、この対局を中継していた日本棋院のYouTubeチャンネルの音声が誤って対局室に流れ、対局が11分間中断するトラブルがあった。対局はその後再開され、関が勝利している。勝敗への影響はなかったというが、日本棋院は「深くおわびし、再発防止策に努める」としている[20]。
- 同門弟子である上野愛咲美とは、角川ドワンゴ学園N高等学校を共に卒業した間柄でもある[21]。

## 棋歴

### 獲得タイトル
- 天元戦（第47・48期）
- 新人王戦（第45期）
- NHK杯テレビ囲碁トーナメント （第70回）

### 良績等
- 名人リーグ入り（49期・50期）
- 竜星戦ベスト4（33期）
- 世界青少年囲碁選手権大会少年の部 優勝（第30回）

### 受賞歴
- 棋道賞 新人賞（2020年）

### 昇段履歴
- 2017年4月1日 入段
- 2018年6月26日 二段（勝数規定）[22]
- 2020年1月1日 三段（賞金ランキング）[23]
- 2021年7月27日 四段（勝数規定）[24]、9月10日 七段（第47期天元戦挑戦）[12]、12月7日 八段（第47期天元位）[14]
- 2022年12月16日 九段（タイトル2期獲得による）[15]

## 年表
| - タイトル戦の欄の氏名は対戦相手。うち、色付きのマス目は獲得（奪取または防衛）。青色は挑戦者または失冠。黄色はリーグ入り。 - 棋道賞は、最 : 最優秀棋士賞、 優 : 優秀棋士賞、 特別 : 特別賞、 率 : 勝率一位賞、 勝 : 最多勝利賞、 対 : 最多対局賞、 連 : 連勝賞、 国際 : 国際賞、 新人 : 新人賞、 哉 : 秀哉賞 - 賞金&対局料は、年度区切りではなく1月 - 12月の集計。単位は万円。色付きの年は全棋士中1位。 |

|       | 棋聖               | 十段          | 本因坊        | 碁聖         | 名人          | 王座       | 天元           | 棋戦   | 棋道賞 | 賞金対局料 | 備考           |
| ----- | ------------------ | ------------- | ------------- | ------------ | ------------- | ---------- | -------------- | ------ | ------ | ---------- | -------------- |
| 1-3月 | 3-4月              | 5-7月         | 6-8月         | 9-11月       | 10-12月       | 10-12月    |                |        |        |            |                |
| 2017  |                    |               |               |              |               |            |                |        |        |            | 初段           |
| 2018  |                    |               |               |              |               |            |                |        |        |            | 二段           |
| 2019  | Cリーグ 2勝3敗陥落 | 予選B 敗退    | 予選A 敗退    | 予選B 敗退   | 最終予選 敗退 | 予選B 敗退 | 予選B 敗退     |        |        |            |                |
| 2020  | 予選 敗退          | 予選A 敗退    | 予選A 敗退    | 予選A 敗退   | 予選A 敗退    | 予選C 敗退 | 予選A 敗退     | 新人王 | 新人   |            | 三段           |
| 2021  | 予選 敗退          | 予選A 敗退    | 予選A 敗退    | 本戦 ベスト8 | 予選A 敗退    | 予選A 敗退 | 一力遼 oxoo    |        |        | 1782(8位)  | 四段 七段 八段 |
| 2022  | Cリーグ 1勝3敗陥落 | 最終予選 敗退 | 最終予選 敗退 | 予選A 敗退   | 予選B 敗退    | 予選A 敗退 | 伊田篤史 oxxoo |        |        | (9位)      | 九段           |
| 2023  | FT敗退             |               |               |              |               |            | 一力遼 oxxx    | NHK杯  |        | (8位)      |                |
| 2024  | FT                 | ベスト4       | 二回戦敗退    |              | リーグ陥落    |            | 本戦           |        |        |            |                |